# Grand Prix Itálie 1995
Grand Prix Itálie 1995 (LXVI Gran Premio Vodafone d'Italia), 12. závod 46. ročníku mistrovství světa jezdců Formule 1 a 37. ročníku poháru konstruktérů, historicky již 576. grand prix, se již tradičně odehrála na okruhu v Monze.

## Výsledky

### Kvalifikace
| Pořadí | Číslo | Pilot                    | Konstruktér        | 1. část  | 2. část  | Odstup |
| ------ | ----- | ------------------------ | ------------------ | -------- | -------- | ------ |
| 1      | 6     | David Coulthard          | Williams-Renault   | 1:25.516 | 1:24.462 |        |
| 2      | 1     | Michael Schumacher       | Benetton-Renault   | 1:26.098 | 1:25.026 | +0.564 |
| 3      | 28    | Gerhard Berger           | Ferrari            | 1:25.904 | 1:25.353 | +0.891 |
| 4      | 5     | Damon Hill               | Williams-Renault   | 1:25.912 | 1:25.699 | +1.237 |
| 5      | 27    | Jean Alesi               | Ferrari            | 1:26.323 | 1:25.707 | +1.245 |
| 6      | 14    | Rubens Barrichello       | Jordan-Peugeot     | 1:26.981 | 1:25.919 | +1.457 |
| 7      | 8     | Mika Häkkinen            | McLaren-Mercedes   | 1:28.895 | 1:25.920 | +1.458 |
| 8      | 2     | Johnny Herbert           | Benetton-Renault   | 1:26.631 | 1:26.433 | +1.971 |
| 9      | 7     | Mark Blundell            | McLaren-Mercedes   | 1:27.308 | 1:26.472 | +2.010 |
| 10     | 30    | Heinz-Harald Frentzen    | Sauber-Ford        | 1:27.245 | 1:26.541 | +2.079 |
| 11     | 26    | Martin Brundle           | Ligier-Mugen-Honda | 1:29.200 | 1:27.067 | +2.605 |
| 12     | 15    | Eddie Irvine             | Jordan-Peugeot     | 1:27.573 | 1:27.271 | +2.809 |
| 13     | 26    | Olivier Panis            | Ligier-Mugen-Honda | 1:28.418 | 1:27.384 | +2.922 |
| 14     | 29    | Jean-Christophe Boullion | Sauber-Ford        | 1:30.997 | 1:28.741 | +4.279 |
| 15     | 9     | Massimiliano Papis       | Footwork-Hart      | bez času | 1:28.870 | +4.408 |
| 16     | 4     | Mika Salo                | Tyrrell-Yamaha     | 1:29.535 | 1:29.028 | +4.566 |
| 17     | 3     | Ukjó Katajama            | Tyrrell-Yamaha     | 1:31.399 | 1:29.287 | +4.825 |
| 18     | 24    | Luca Badoer              | Minardi-Ford       | 1:30.731 | 1:29.559 | +5.097 |
| 19     | 23    | Pedro Lamy               | Minardi-Ford       | 1:29.936 | 1:31.402 | +5.474 |
| 20     | 10    | Taki Inoue               | Footwork-Hart      | 1:30.632 | 1:30.515 | +6.053 |
| 21     | 17    | Andrea Montermini        | Pacific-Ford       | 1:32.121 | 1:30.721 | +6.259 |
| 22     | 22    | Roberto Moreno           | Forti-Ford         | 1:32.491 | 1:30.834 | +6.372 |
| 23     | 21    | Pedro Diniz              | Forti-Ford         | 1:32.540 | 1:32.102 | +7.640 |
| 24     | 16    | Giovanni Lavaggi         | Pacific-Ford       | 1:32.935 | 1:32.470 | +8.008 |

### Závod
| Pořadí | Číslo | Jezdec                   | Konstruktér        | Kola | Čas/odstoupení | Start | Body |
| ------ | ----- | ------------------------ | ------------------ | ---- | -------------- | ----- | ---- |
| 1      | 2     | Johnny Herbert           | Benetton-Renault   | 53   | 1:18:27.916    | 8     | 10   |
| 2      | 8     | Mika Häkkinen            | McLaren-Mercedes   | 53   | +17.779        | 7     | 6    |
| 3      | 30    | Heinz-Harald Frentzen    | Sauber-Ford        | 53   | +24.321        | 10    | 4    |
| 4      | 7     | Mark Blundell            | McLaren-Mercedes   | 53   | +28.223        | 9     | 3    |
| 5      | 4     | Mika Salo                | Tyrrell-Yamaha     | 52   | +1 kolo        | 16    | 2    |
| 6      | 29    | Jean-Christophe Boullion | Sauber-Ford        | 52   | +1 kolo        | 14    | 1    |
| 7      | 9     | Massimiliano Papis       | Footwork-Hart      | 52   | +1 kolo        | 15    |      |
| 8      | 10    | Taki Inoue               | Footwork-Hart      | 52   | +1 kolo        | 20    |      |
| 9      | 21    | Pedro Diniz              | Forti-Ford         | 50   | +3 kola        | 23    |      |
| 10     | 3     | Ukjó Katajama            | Tyrrell-Yamaha     | 47   | +6 kol         | 17    |      |
| Ret    | 27    | Jean Alesi               | Ferrari            | 45   | Řízení         | 5     |      |
| Ret    | 14    | Rubens Barrichello       | Jordan-Peugeot     | 43   | Spojka         | 6     |      |
| Ret    | 15    | Eddie Irvine             | Jordan-Peugeot     | 40   | Motor          | 12    |      |
| Ret    | 28    | Gerhard Berger           | Ferrari            | 32   | Zavěšení       | 3     |      |
| Ret    | 24    | Luca Badoer              | Minardi-Ford       | 26   | Vyjetí z trati | 18    |      |
| Ret    | 1     | Michael Schumacher       | Benetton-Renault   | 23   | Kolize         | 2     |      |
| Ret    | 5     | Damon Hill               | Williams-Renault   | 23   | Kolize         | 4     |      |
| Ret    | 26    | Olivier Panis            | Ligier-Mugen-Honda | 20   | Vyjetí z trati | 13    |      |
| Ret    | 6     | David Coulthard          | Williams-Renault   | 13   | Vyjetí z trati | 1     |      |
| Ret    | 25    | Martin Brundle           | Ligier-Mugen-Honda | 10   | Defekt         | 11    |      |
| Ret    | 16    | Giovanni Lavaggi         | Pacific-Ford       | 6    | Vyjetí z trati | 24    |      |
| Ret    | 23    | Pedro Lamy               | Minardi-Ford       | 0    | Převody        | 19    |      |
| Ret    | 17    | Andrea Montermini        | Pacific-Ford       | 0    | Nehoda         | 21    |      |
| Ret    | 22    | Roberto Moreno           | Forti-Ford         | 0    | Nehoda         | 22    |      |

## Průběžné pořadí šampionátu
Pohár jezdců
| Pořadí | Jezdec             | Body |
| ------ | ------------------ | ---- |
| 1      | Michael Schumacher | 66   |
| 2      | Damon Hill         | 51   |
| 3      | Johnny Herbert     | 38   |
| 4      | Jean Alesi         | 32   |
| 5      | David Coulthard    | 29   |

Pohár konstruktérů
| Pořadí | Konstruktér      | Body |
| ------ | ---------------- | ---- |
| 1      | Benetton-Renault | 94   |
| 2      | Williams-Renault | 74   |
| 3      | Ferrari          | 57   |
| 4      | McLaren-Mercedes | 21   |
| 5      | Sauber-Ford      | 17   |